# Sécurité nationale au Canada

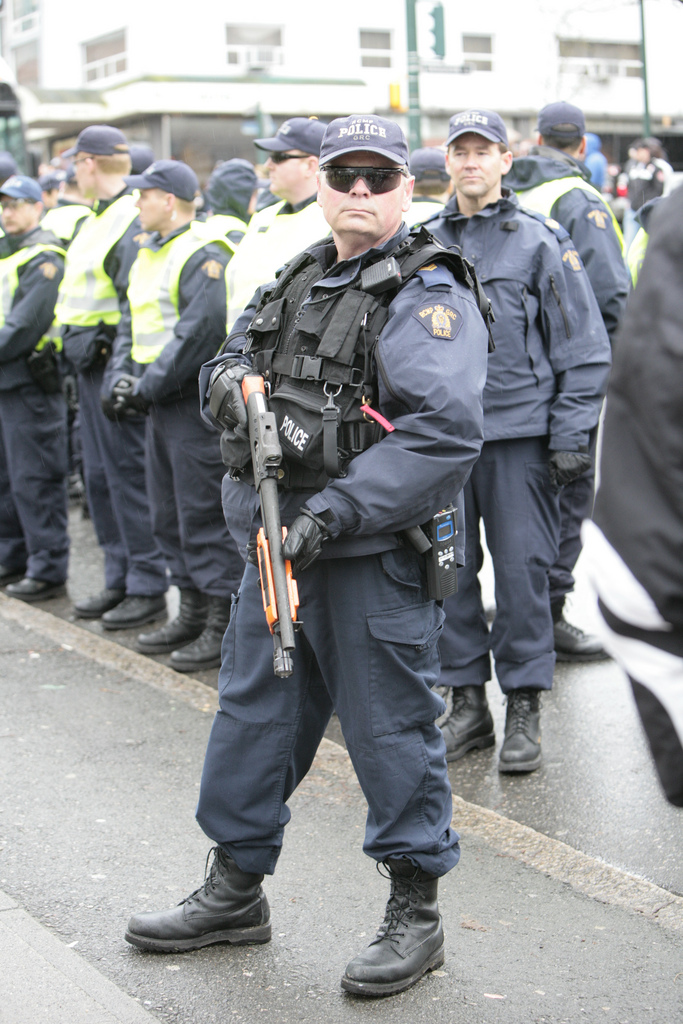
Agent de la Gendarmerie royale du Canada en attirail anti-émeute

La sécurité nationale au Canada est la protection mise en place contre les menaces à la sécurité par le gouvernement du Canada et son processus démocratique, des Canadiens, des alliés du Canada ainsi que les intérêts stratégiques et les infrastructures essentielles du Canada. Parmi ces menaces on compte  l'espionnage et le sabotage, les activités influencées par l'étranger qui portent atteinte aux intérêts du Canada, le terrorisme ainsi que les activités sédicieuses et subversives. Cette protection est assumée par le ministère de la Sécurité publique du Canada et le ministère de la Défense nationale du Canada.
La Gendarmerie royale du Canada (GRC) et le Service canadien du renseignement de sécurité (SCRS) ont tous deux des mandats relatifs à la sécurité nationale. Le SCRS a pour rôle de conseiller le gouvernement fédéral quant aux menaces envers la sécurité du pays tandis que la GRC vise plutôt à prévenir et décourager des actes criminels ainsi que de mener des arrestations et des accusations. Les deux institutions ont un protocole d'entente signé entre elles prévoyant qu'elles partagent les renseignements recueillis avec l'autre et qu'elles se consultent lorsqu'elles mènent des enquêtes en lien avec la sécurité nationale.
Les lois canadiennes définissent les menaces envers la sécurité nationale comme étant l'espionnage ou le sabotage, les activités influencées par l'étranger, l'usage de la violence grave ou de menaces de violence et les activités visant à renverser le gouvernement constitutionnellement établi par des activités cachées et illicites.
Depuis les attentats du 11 septembre 2001 aux États-Unis, le Canada, à l'instar d'autres pays occidentaux, a reformé ses politiques relatives à la sécurité nationale. En 2004, le gouvernement du Canada publiait Protéger une société ouverte : la politique canadienne de sécurité nationale qui décrit l'orientation de la réforme politiques de sécurité nationale du Canada.

## Définition et portée

### Infrastructures essentielles
« On entend par infrastructures essentielles l'ensemble des processus, des systèmes, des installations, des technologies, des réseaux, des biens et des services nécessaires pour assurer la santé, la sûreté, la sécurité ou le bien-être économique des Canadiens et des Canadiennes ainsi que l'efficacité du gouvernement. Il peut s'agir d'infrastructures autonomes ou caractérisées par des interdépendances au sein d'une province ou d'un territoire, entre eux ou au-delà des frontières du pays. La perturbation de ces infrastructures essentielles pourrait se traduire en pertes de vie et en effets économiques néfastes, et pourrait considérablement ébranler la confiance du grand public. »

— Stratégie nationale sur les infrastructures essentielles. Ottawa: Sécurité publique Canada, 2009

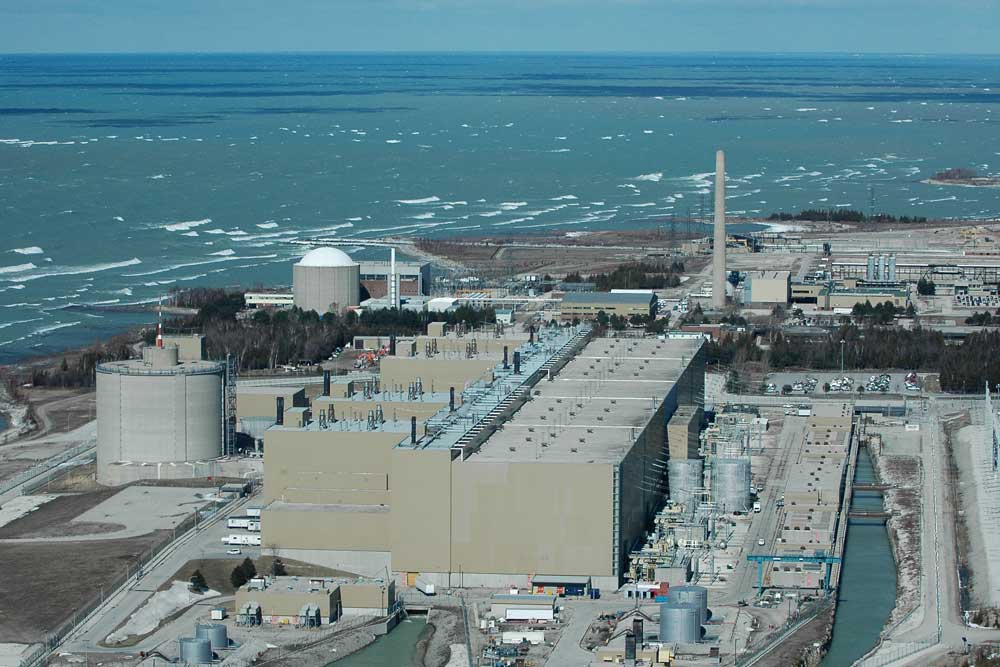
La centrale nucléaire de Bruce, qui fournit le quart des besoins électriques de l'Ontario, est la plus grande centrale nucléaire du monde.

Pour le ministère de la sécurité publique du Canada et ses organismes, la notion d'infrastructures essentielles est intrinsèque à celle de sécurité nationale. L'intégrité des infrastructures essentielles doit être assurée pour garantir la sécurité du Canada, des Canadiens et des intérêts économiques et stratégiques du Canada.
Le gouvernement du Canada désigne une grande quantité d'infrastructures tangibles et non-tangibles comme essentielles. La Stratégie nationale sur les infrastructures essentielles du Canada énumère 10 catégories d'infrastructures essentielles : 
- Énergie et services publics
- Finances
- Alimentation
- Transport
- Gouvernement
- Technologies de l'information et de la communication
- Santé
- Eau
- Sécurité
- Secteur manufacturier

## Menaces à la sécurité

### Incendie de forêt
Les feux de forêt qui lieux partout au Canada sont l'une des raisons pour lesquelles la sécurité publique devrait être ajoutée au mandat de CBC/Radio-Canada, selon un nouveau rapport publié en juillet 2025, par le centre de recherche de l'Université McGill.